# Passalozetes neomexicanus
Passalozetes neomexicanus är en kvalsterart som beskrevs av Wallwork, Weems och Kamill 1984. Passalozetes neomexicanus ingår i släktet Passalozetes och familjen Passalozetidae.

## Underarter
Arten delas in i följande underarter:
- P. n. neomexicanus
- P. n. neonominatus